# Goriški grad
Goriški grad (italijansko Castello di Gorizia, furlansko Cjastiel di Gurize) je goriška srednjeveška arhitekturna znamenitost, ki stoji na grajskem griču.